# Ugo Ruggeri (tipografo)
Ugo Ruggeri (Reggio Emilia, 1455 – prima del 1508) è stato un tipografo italiano.

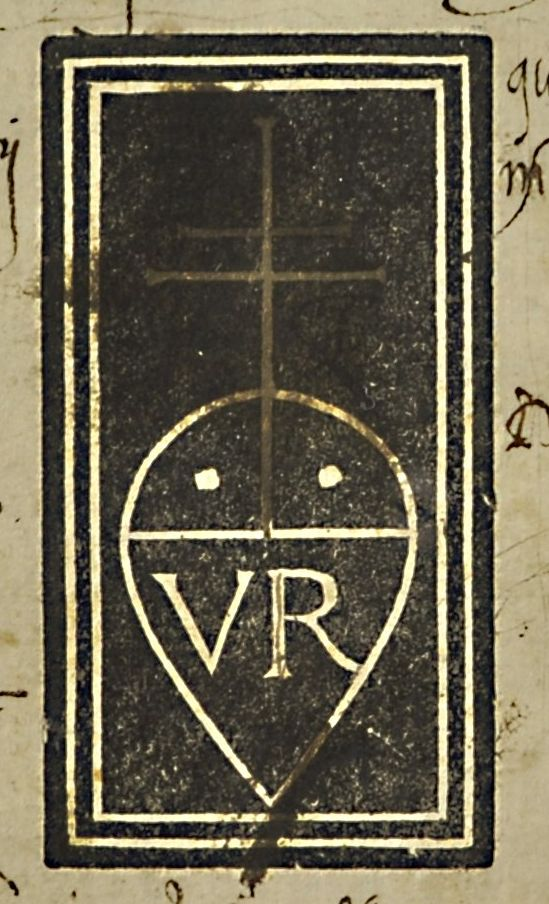
Marca tipografica di Ruggeri

Nel 1474 si associò con Donnino Bertocchi a Bologna, ma nel 1484 ritornò nella città natale. Attivo a Pisa nel 1494, si spostò a San Cesario nel 1499 e di nuovo a Reggio nel 1500.
Fu inoltre poeta ed armaiolo.